# Pedro López Morales
Pedro López Morales (Aguilar del Río Alhama, 1814 - Córdoba, 1890) fue un empresario y banquero español. 
Se establece en Córdoba en 1838 comenzando con una casa de paños que comienza a combinar poco a poco con el préstamo de dinero, hecho al cual se dedica casi en exclusiva en 1857. En 1867 se queda como la única banca privada de la ciudad, tras el cierre del Crédito Comercial Agrícola de Córdoba, gozando en estos años de gran prosperidad, que lo conduce a abrir una sucursal en Granada, y en constituir una nueva sociedad con sus hijos y Rafael López Amigo denominada "Banca Pedro López e Hijos".
Pedro López, da nombre a la "Calle Pedro López" de Córdoba, lugar donde se encontraba su sede.